# Privilege Ibiza
Privilege Ibiza oprindelig kendst som Ku Club (1979–95) er verdens største natklub med plads til 10.000 gæster. Den er ejet af Jose Maria Etxaniz og ligger på i San Rafael på øen Ibiza i Spanien.
Natklubben blev åbnet i 1978.

## Live-optrædener
Blandt de kunstnere, som har optrådt på natklubben er:
- Adamski
- Divine
- Duran Duran
- Carl Cox
- 808 State
- Freddie Mercury
- Gloria Gaynor
- Grace Jones
- James Brown
- Kylie Minogue
- José Feliciano
- Kid Creole & The Coconuts
- Orchestral Manoeuvres in the Dark (OMD)
- Spandau Ballet
- Sylvester
- Avicii